# Madison (Alabama)
Pour les articles homonymes, voir Madison.
Madison est une ville du comté de Madison et du comté de Limestone, dans l'État de l'Alabama, aux États-Unis.

## Démographie
| 1890 | 1900 | 1910 | 1920 | 1930 | 1940 | 1950 | 1960  |
| ---- | ---- | ---- | ---- | ---- | ---- | ---- | ----- |
| 410  | 412  | 426  | 435  | 431  | 455  | 530  | 1 435 |

| 1970  | 1980  | 1990   | 2000   | 2010   | - | - | - |
| ----- | ----- | ------ | ------ | ------ | - | - | - |
| 3 086 | 4 057 | 14 904 | 29 329 | 42 938 | - | - | - |